# Parabalaenoptera
Parabalaenoptera (que significa ''perto de Balaenoptera) foi um gênero extinto de baleias da família Balaenopteridae que viveu durante o Mioceno Superior.

## Descoberta
Seus fósseis foram descobertos no Condado de Marin, Califórnia em 1997, com apenas o crânio e a mandíbula recuperadas. A descoberta e descrição de Parabalaenoptera baulinensis foi um dos primeiros avanços importantes na paleontologia dos balaenopterídeos: foi um dos primeiros balaenopterídeos descritos a partir de um crânio quase completo com mandíbulas e pós-cranianos associados. Apenas uma espécie foi descrita, P. baulinensis.

## Descrição
Foi estimado que tivesse aproximadamente o tamanho de uma baleia cinzenta moderna, cerca de 16 metros de comprimento.